# إذيسا
بُوذِيَانَة : (بالمقدونية: Vodena)، (باليونانية: Έδεσσα - إذيسا)، (بالإنجليزية:Edessa)، مدينة يونانية تقع في شمال البلاد ضمن منطقة مقدونيا الوسطى الإدارية، وهي مركز مقاطعة بيلا ضمن هذه المنطقة الإدارية.

## الموقع، السكان والتسمية
تقع المدينة على ارتفاع 320 م عن مستوى سطح البحر، ضمن هضبة شبه دائرية الشكل على قمة جرف شديد الانحدار ذو طبيعة كلسية مطلةً من الشرق على سهل أكسيوس، تمر عبر المدينة مياه نهر إذيسوس التي تشكل شلالات مرتفعة عند وصولها للمنحدر الكلسي، تعتبر هذه الشلالات من أهم وأعلى الشلالات مسقطاً في اليونان.
تبعد بوذيانة مسافة 80 كيلومتر إلى الشمال الغربي من صلونيك، 526 كيلومتر عن أثينية، وحوالي 53 كيلومتر عن الحدود المقدونية.
يعتقد أن اسم المدينة له أصول إلليرية، وقد تم إطلاق نفس اسم المدينة لاحقاً من قبل سلوقس الأول على مدينة الرها التي تقع حالياً في تركيا وتعرف باسمها التركي شانلورفا. وتعرف المدينة باسمها السلافي الآخر فودينا (Vodena) - الذي معربه بوذيانة، والذي يعني الوفرة في المياه وذلك من الجذر فودا أو بوذا (Voda) والذي يعني المياه باللغات السلافية.
يبلغ عدد سكان المدينة حوالي 25 ألف نسمة.

## التاريخ
وجدت آثار تعود للفترة الكلاسيكية والرومانية لمدينة بوذيانة القديمة أسفل المنحدر الذي تقع فوقه المدينة الحالية وهذه الآثار مؤلفة من جدران، أغورا ومجموعة من الأعمدة، حيث كانت هذه المدينة تملك وقتها أهمية معينة بسبب وجودها على طريق إغناطية وخاصة في القرون الأولى للميلاد. وكان لها بين عامي 27 ق.م. و 249 م. نقودها الخاصة.
عرف القليل عن تاريخ المدينة بعد عام 500 م. عندما بدأ الاستيطان السلافي فيها واستمر حتى القرن الثامن م. حيث اختفى اسم (إذيسا) وأصبحت المدينة معروفة باسم (بوذيانة).
ذكرها الإمبراطور والمؤرخ البيزنطي جون السادس كانتاكوزينوس عام 1340 م. عندما حاول محاصرتها واستعادتها من الصرب. استولى عليها العثمانيون عام 1390 م. مع باقي مناطق مقذونية.
سكنت في المدينة جالية سلافية كبيرة خلال الفترة العثمانية، وكانت مركزاً للناشطين البلغار، دخلتها القوات اليونانية في تشرين الأول/أكتوبر عام 1912. سرعان ما أصبحت المدينة مركزاً صناعياً هاماً في مقذونية على الرغم من قلة عدد سكانها في فترة ما بين الحربين العالميتين، وذلك بسبب وجود الطاقة المائية لتشغيل المصانع، وخاصة مصانع النسيج.
احتلتها القوات الألمانية والبلغارية أثناء الحرب العالمية الثانية والتي قامت بتدمير نصف المدينة انتقاماً من المقاومة. بعد انتهاء الحرب تراجعت أهمية المدينة كمركز صناعي وبرزت كمركز إداري لمقاطعة بيلا.

## المعالم الأساسية
- حي فاروسي (Varosi): وتوجد فيه العديد من المنازل المرممة والتي تعود للفترة العثمانية وبعض مصانع النسيج.
- الجامع الجديد (Yeni Cami) وبرج الساعة العثماني: ويعودان للفترة العثمانية المتأخرة، ويستخدم مبنى الجامع حالياً كمتحف أركيولوجي.
- أسوار المدينة القروسيطية: وهي تعود للفترة البيزنطية وتلاحظ في أجزاء عديدة من المدينة.
- مياه وشلالات إذيسوس: وهي أشهر معالم المدينة حيث تسقط المياه عبر الجرف الصخري من المدينة الجديدة إلى موقع المدينة القديمة مسافة 24 متر، حوّل المكان إلى حديقة عامة، يوجد خلف الشلالات كهف مع صواعد ونوازل.
- إذيسا القديمة: وأهم ما فيها دير أغيا ترياذا (Aghia Triada) التي تحتوي عناصر معمارية تعود للفترة الرومانية والبيزنطية، أعمدة أيونية تعود للفترة الكلاسيكية، يقايا بازيليك تعود للفترة المسيحية المبكرة.

## متفرقات
- تعتبر بوذيانة من المصايف المشهورة وطنياً، فهي تملك موقعاً مطلاً على أكثر مناطق مقذونية الطبيعية جمالاً من كل الجهات.
- توجد في المدينة بعض أقسام جامعة مقذونية.
- أهم نادي كرة قدم في المدينة هو إذيسايكوس إذيسا.